# Thomas E. Gundlach
Thomas E. Gundlach (* 1959) ist ein deutscher Kriminalist, der als Professor an der Akademie der Polizei Hamburg lehrt. Er amtiert aktuell als Präsident der Deutschen Gesellschaft für Kriminalistik (DGfK) (Stand 2024).

## Werdegang und Wirken
Gundlach durchlief eine Ausbildung zum Polizei- und Kriminalbeamten, studierte dann an der Fachhochschule für Öffentliche Verwaltung Hamburg und an der Polizeiführungsakademie (heute  Deutsche Hochschule der Polizei) in Münster (mit Promotionsrecht). Es folgten verschiedene Verwendungen im gehobenen und höheren Polizeivollzugsdienst in Hamburg (unter anderem Mordbereitschaftsleiter, Leiter des Drogendezernats, stellvertretender Leiter der Abteilung Staatsschutz). Seit 1999 hat er die Professur für Kriminalistik an der heutigen Hochschule in der Akademie der Polizei Hamburg inne.
In seiner Freizeit betätigt sich Gundlach als Zauberkünstler, seit 2002 ist er 1. Vorsitzender des Magischen Zirkels von Hamburg.

## Schriften (Auswahl)
- Kriminalistisches Denken. 12. Auflage, begründet von Hans Walder, fortgeführt von Thomas Hansjakob (7.–10. Auflage),  Thomas E. Gundlach und Peter Straub (ab der 11. Auflage), Kriminalistik Verlag, Heidelberg 2024, ISBN 978-3-7832-4060-3.
- Der rote Faden. Grundsätze der Kriminalpraxis. 15. Auflage,  Herausgegeben von Horst Clages, Rolf Ackermann und Thomas Gundlach, Kriminalistik Verlag, Heidelberg 2023, ISBN 978-3-7832-4052-8.
- Herausgeber mit anderen: Kriminalistik heute – morgen – übermorgen. Richard Boorberg Verlag, Stuttgart 2023.